# Bill Tilden

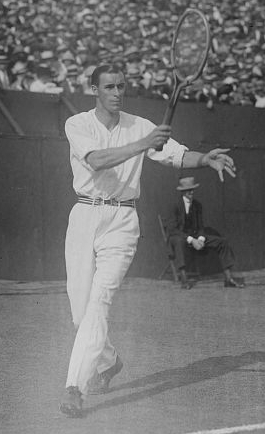
Bill Tilden

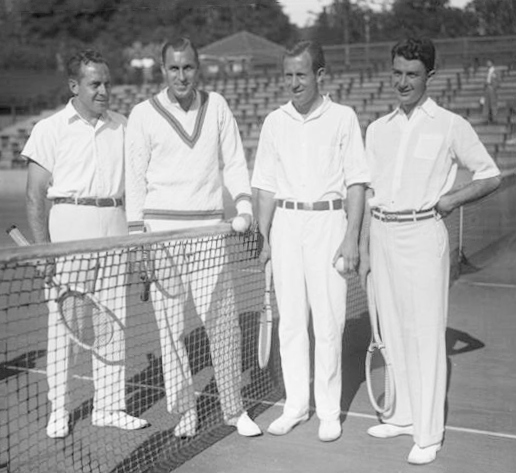
Die US-Davis-Cup-Mannschaft des Jahres 1929 von links nach rechts: Frank Hunter, Bill Tilden, Wilmer Allison und John Van Ryn.

William Tatem „Bill“ Tilden II, genannt „Big Bill“ (* 10. Februar 1893 in Philadelphia, Pennsylvania; † 5. Juni 1953 in Los Angeles, Kalifornien) war ein US-amerikanischer Tennisspieler.

## Biographie
Er war der dominierende Tennisspieler in den 1920er Jahren und einer der besten Tennisspieler aller Zeiten. Mit Ausnahme der 1950er Jahre, als Pancho Gonzales die Szene bei den professionellen Tennisspielern beherrschte, gab es keinen anderen Tennisspieler, der für einen so langen Zeitraum das Tennis dominierte. Er gewann neben seinen Erfolgen bei Grand-Slam-Turnieren mit dem US-amerikanischen Daviscupteam sieben Mal den Pokal.
| Rang                      | Spieler       | Titel |
| ------------------------- | ------------- | ----- |
| 1.                        | Novak Đoković | 24    |
| 2.                        | Rafael Nadal  | 22    |
| 3.                        | Roger Federer | 20    |
| 4.                        | Pete Sampras  | 14    |
| 5.                        | Roy Emerson   | 12    |
| 6.                        | Björn Borg    | 11    |
| 6.                        | Rod Laver     | 11    |
| 8.                        | Bill Tilden   | 10    |
| Stand: 10. September 2023 |               |       |

Für einen Tennisspieler ungewöhnlich wurde er erst im relativ späten Alter von 27 Jahren zu einem überragenden Spieler. Zwar gewann er schon vor 1920 einige Titel im Einzel und Doppel, aber er verlor bei den US-amerikanischen Meisterschaften 1918 gegen Lindley Murray und 1919 gegen Bill Johnston. Nach diesen Niederlagen arbeitete er in der Tennishalle eines Freundes den gesamten Winter an seiner Rückhand und konnte mit dem veränderten, variableren und aggressiveren Rückhandschlag das Tennis für ein Jahrzehnt beherrschen. Tilden verfügte über eine hervorragende Kondition bei großer Schnelligkeit und Balancegefühl, und er war mit 1,88 m für seine Zeit sehr groß gewachsen. Dies kam ihm, obwohl er nur selten an das Netz vorrückte, bei seinem Kanonenaufschlag, einem seiner effektivsten Schläge, besonders entgegen. Sein letztes Grand-Slam-Turnier im Alter von 37 Jahren gewann Tilden 1930 in Wimbledon. Sein Rekord von zehn Grand-Slam-Titeln wurde 1967 von Roy Emerson überboten. Im gleichen Jahr hatte Tilden auch den Titel im Gemischten Doppel in Paris gewonnen. Partnerin dort war Cilly Aussem, an deren großer Karriere Tilden als Trainer maßgeblichen Anteil hatte. Aufgrund von Geldmangel wurde er 1931 zum professionellen Tennisspieler und tourte für 15 Jahre mit anderen Spitzenspielern durch die USA und Europa; die Zuschauer wollten jedoch vor allem ihn spielen sehen. Bill Tilden konnte mit den jüngeren Spielern und Tennisgrößen der 1930er Jahre wie Ellsworth Vines, Fred Perry und Don Budge mithalten.
Bill Tilden galt als Intellektueller unter den Tennisspielern, der leidenschaftlich Schlagtechnik, Drall und Schnitt studierte und drei Bücher über Taktik und Technik beim Tennissport verfasste. Zudem veröffentlichte er mehrere, allerdings erfolglose, Kurzgeschichten.
In der öffentlichen Meinung galt Tilden zwischen 1920 und 1955 als größter Tennisspieler überhaupt, ehe ihn Pancho Gonzales in der Öffentlichkeit überflügelte.
In den Jahren 1946 und 1949 wurde Tilden, dessen Homosexualität in der Tennisszene ein offenes Geheimnis war, zu Gefängnisstrafen wegen homosexueller Belästigung Jugendlicher verurteilt. Gesellschaftlich geächtet, wurde er nicht mehr zu Showturnieren eingeladen und konnte auch nicht mehr als Trainer arbeiten. Bill Tilden starb verarmt in Los Angeles im Alter von 60 Jahren.
Er wurde 1959 in die International Tennis Hall of Fame aufgenommen.
Tilden hält zahlreiche Rekorde bei Grand-Slam-Turnieren und auf der Tour. Von 1920 bis 1926 gewann er 51 Matches in Folge bei Grand-Slams und gewann in dieser Zeit acht Finals in Serie (neben Pete Sampras). Mit sieben Titeln ist er neben Richard Sears und William Larned Rekordsieger der US-amerikanischen Meisterschaften, erreichte dort acht Finals in Folge (neben Ivan Lendl) sowie zehn Finals insgesamt. Zudem ist seine Match-Bilanz von 71 Siegen und sieben Niederlagen (91 %) bis heute unerreicht, von 1920 bis 1926 gelangen ihm in Forest Hills 42 Siege in Folge. Auf der Tour hält er unter anderem die Allzeitrekorde für die längste Siegesserie überhaupt (98) und beendete das Jahr 1924 mit 68 Siegen und keiner Niederlage. Zudem gewann Tilden zwischen 1925 und 1926 19 Turniere in Folge (neben Anthony Wilding) und erreichte von 1922 bis 1926 52 Finals ohne Unterbrechung.

## Grand-Slam-Siege
Wimbledon
- Einzel – 1920, 1921, 1930
- Doppel – 1927

Forest Hills
- Einzel – 1920, 1921, 1922, 1923, 1924, 1925, 1929
- Doppel – 1918, 1921, 1922, 1923, 1927

- Mixed – 1913, 1914, 1922, 1923

Roland Garros
- Mixed 1930

## Professional-Tennis-Championships-Siege
United States Professional Championship
- Einzel – 1931, 1935

French Professional Championship
- Einzel – 1933, 1934

## Varia
Der russisch-amerikanische Schriftsteller Vladimir Nabokov spielt im 2. Teil, Kapitel 2, seines berühmten Romans Lolita (Erstausgabe 1955) auf die pädophilen Neigungen Tildens an, den er allerdings verschleiernd Ned Litam (rückwärts gelesen: Ma Tilden) nennt.